# Розово (област Стара Загора)
 За другото българско село с име Розово вижте Розово (Област Пазарджик).  
Розово е село в Южна България. То се намира в община Казанлък, област Стара Загора.

## География
Розово се намира в подножието на Средна гора, близо до река Тунджа.
Има големи масиви от насаждения с маслодайната роза Rosa damascena. В селото има розоварна.
На 3 km от Розово (край с. Овощник) е разположена Летателна площадка Казанлък.

## История
Мястото на днешното село е обитавано от траки още от 11-6 в. пр.н.е и в покрайнините му има тракийски гробници.
През Възраждането в селото е сформиран революционен комитет от Васил Левски.
През април 2014 г. жителите на селото принуждават със заплахи 17 сирийски мигранти, между които 6 деца, да напуснат наетата от тях триетажна къща само след 1 ден престой. Националният омбудсман на България обявява отношението на жителите за типична проява на нетолерантност и дискриминация. По думи на жители на селото отношението им спрямо сирийците се дължи на страх да не станат „кражби и убийства“.

## Население
Численост
Численост на населението според преброяванията през годините:
| \| Година на преброяване \| Численост \| \| --------------------- \| --------- \| \| 1934 \| 1021 \| \| 1946 \| 1031 \| \| 1956 \| 1016 \| \| 1965 \| 1086 \| \| 1975 \| 1540 \| \| 1985 \| 1602 \| \| 1992 \| 1454 \| \| 2001 \| 1386 \| \| 2011 \| 1208 \| \| 2021 \| 1102 \| |           |
| Година на преброяване | Численост |
| 1934 | 1021      |
| 1946 | 1031      |
| 1956 | 1016      |
| 1965 | 1086      |
| 1975 | 1540      |
| 1985 | 1602      |
| 1992 | 1454      |
| 2001 | 1386      |
| 2011 | 1208      |
| 2021 | 1102      |

### Преброяване на населението през 2011 г.
Численост и дял на етническите групи според преброяването на населението през 2011 г.:
|                     | Численост | Дял (в %) |
| Общо                | 1208      | 100       |
| Българи             | 1127      | 93,29     |
| Турци               | 43        | 3,55      |
| Цигани              | 20        | 1,65      |
| Други               |           |           |
| Не се самоопределят |           |           |
| Неотговорили        | 12        | 0,99      |

## Религии
В селото се изповядва основно християнството; в центъра на селото има източноправославна църква, в която се четат литургии на празниците.

## Обществени институции
Читалище с библиотека и самодейна театрална трупа.

## Забележителности
Тракийски гробници край Розово в посока към с. Кънчево

## Редовни събития
Всяка година в началото на октомври в съботата преди Димитровден се провежда среща-събор по случай празника на селото.

## Спорт
Селото има свой футболен отбор „Млада гвардия“.

## Кухня
Готвят се много традиционни български ястия (бял боб, варена баница, пълнени чушки, сарми, лютеница), правят се сироп и сладко от рози.